# Art Monk
Pour les articles homonymes, voir Monk (homonymie).
 (décembre 2020).
Si vous disposez d'ouvrages ou d'articles de référence ou si vous connaissez des sites web de qualité traitant du thème abordé ici, merci de compléter l'article en donnant les références utiles à sa vérifiabilité et en les liant à la section « Notes et références ».
College Football Hall of Fame 2012
Pro Football Hall of Fame 2008
(en) Statistiques sur pro-football-reference
James Arthur « Art » Monk, né le 5 décembre 1957 à White Plains (New York), est un joueur américain de football américain yant évolué au poste de wide receiver.
Il joua en National Collegiate Athletic Association (NCAA) avec les Orange de l'Université de Syracuse puis fut drafté en 1980 à la 18e place (premier tour) par les Redskins de Washington. Il évolua au poste de wide receiver au sein de cette franchise jusqu'à la saison 1993, puis chez les Jets de New York en 1994 et enfin chez les Eagles de Philadelphie en 1995.
Il participa également trois fois au Pro Bowl (1985, 1986 et 1987).
Ses statistiques en fin de carrière étaient de 940 réceptions, 12 721 yards gagnés sur réceptions (13,5 yards de moyenne) et 68 touchdowns.
Désigné par les votants du Pro Football Hall of Fame, il fait partie de l'équipe NFL de la décennie 1980.
Il est considéré comme un des joueurs emblématiques des Redskins de Washington.  En 2008, il fut également intronisé au Pro Football Hall of Fame.